# 久保村 (福岡県)
久保村（くぼむら）は、かつて福岡県京都郡にあった村。

## 歴史
- 1889年（明治22年）4月1日 - 町村制施行により京都郡大久保村、松田村が合併し、久保村が発足。
- 1955年（昭和30年）3月1日 - 京都郡諫山村、黒田村と合併し勝山町になり消滅。